# Comino (Guardiagrele)
Comino è una delle 24 frazioni del comune di Guardiagrele, in provincia di Chieti. Esso dispone di un centro abitato che trae origini dall'antica necropoli italica di Cominae, dove nel Medioevo fu costruito il "castrum Cominae".

## Storia
L'antico Castrum Cominae fu fondato sopra l'antica necropoli italica, con fortificazioni e chiese. La prima menzione del castello risale al 1056, quando Raniero da Cono lo donò al monastero di San Salvatore alla Maiella (sopra la montagna del centro di Rapino), che aveva i diritti di imposizione di tasse sulla chiesetta di San Clemente in Badia. Anche nel 1183 Trasmondo di Chieti confermò questa possessione; mentre il conte Rainaldo da Letto esercitava il titolo di feudatario, il quale si trovò in contrasti con Trasmondo, sanati da un atto di pace stipulato sempre nel 1183 presso il castello, alla presenza dei baroni del vicino feudo di Sant'Angelo in Trifinio. Nel 1238 il possedimento fu confermato da Federico II a Boemondo di Letto, nel 1280 Abamondo di Letto acquisì il feudo di Palombaro, e il figlio Gentile da Letto acquisì anche il feudo di Canosa Sannita. Andando avanti con gli anni, Iacopo e Matteo da Letto arrivarono a possedere sempre in minima parte dl feudo di Comino, fino ad arrivare a un terzo dell'intera terra; nel 1450 vivevano Alberto e Francesco di Letto, l'ultimo privilegio risale al 1497. Dopo il terremoto del 1706 il paese fu gravemente danneggiato, e perse gli antichi splendori, riducendosi a un gruppo di case sparse di contadini.
Oggi Comino è una delle frazioni maggiori di Guardiagrele, nonché una delle più compatte dal punto di vista dell'urbanistica, insieme a Villa San Vincenzo. Ha una scuola elementare nella parte moderna a valle, e una parrocchia nuova, dedicata a San Giuseppe artigiano. 

### Antiche  chiese
- Chiesa di San Clemente in Badia: era la chiesa principale di Comino, fondata nell'anno 654 dalla famiglia Galeroni di Guardiagrele; nel 1056 fu donata in gestione a San Salvatore alla Maiella da Raniero di Cono. Il controllo di San Salvatore fu saldo sino al XVIII secolo. Nel 1803 a beneficio vacante della chiesa, il feudo venne venduto dal marchese Pietro De Petriis; la chiesa era già in abbandono, alcuni ruderi sono visibili presso località La Foce. La chiesa fu studiata dal soprintendente Carlo Ignazio Gavini nel primo '900, quando sopravviveva ancora il.portale, caratterizzato da tralci vegetali tardo longobardi, riportati in foto nella "Storia dell'architettura in Abruzzo", tomo I, 1927.
- Chiesa di Santa Maria de Plano: i ruderi sono presso Comino; faceva parte della giurisdizione di San Clemente in Badia; papa Pasquale II in seguito la dette in giurisdizione al monastero di San Martino in Valle (Fara San Martino). Già prima del 1803 la chiesa era andata in rovina.
- Chiese di Santa Lucia della Strada e Santa Lucia di Comino: facevano parte della badia di San Clemente di Comino, poste sul regio tratturo di Guardiagrele. La chiesa di Santa Lucia della Strada, posta nella località omonima, è l'unica ad essere sopravvissuta. Tuttavia, trovandosi in cattivo stato di conservazione, è stata massicciamente restaurata in uno stile moderno, in modo da snaturarne completamente l'antichità storica.
- Chiesa di San Pancrazio: nominata nella bolla papale di Alessandro II, andò in rovina già al tempo della descrizione di Francesco Paolo Ranieri (metà Ottocento), non si sa dove fosse posta, nella zona di Comino.
- Chiese di Santa Maria in Monte e San Giovanni Battista: la prima si trovava presso Comino, di proprietà del monastero di San Martino in Valle, scomparsa già da tempi remoti. La seconda si trovava presso un romitorio in località Fonte San Giovanni, presso le cascate di Bocca di Valle, e si sono rinvenuti dei ruderi.

## Descrizione della necropoli
La necropoli è stata scoperta da don Filippo Ferrari di Guardiagrele, curato e antiquario, nel 1913. Essa si trova al confine tra i due centri uniti di Comino Bassa e Raselli, lungo la strada che va per la chiesa di San Giuseppe. Dopo la seconda guerra mondiale ci furono scavi più accurati, soprattutto negli anni '90, il cui patrimonio si unì a quello accumulato dal Ferrari nell'ex convento di San Francesco a Gurdiagrele, ora sede del museo archeologico e del Museo del costume popolare. 
Trattasi di una necropoli con oltre 54 tombe che spaziano in un periodo di tempo compreso tra il X e il II secolo a.C. Sono stati trovati, inoltre, vari corredi funebri tipo una spada italica con fodero, una punta di lancia, una fibula, un rasoio, un bracciale e dei vasi, mentre per i corredi femminili sono stati trovati gioielli tipo perle in pasta vitrea e qualche anello di bronzo. La zona era sita alla frontiera fra i Marrucini ed i Carecini. Le tombe femminili erano separate da quelle maschili. Le sepolture erano a circolo sotto un tumulo di pietre. Il periodo che spazia dall'VIII al VI secolo a.C. è caratterizzato da tombe a tumulo, mentre il periodo che spazia dal V al III-II secolo a.C. è caratterizzato da tombe a fossa.
Le opere scultoree di maggior pregio sono state portate da don Ferrari nell'ex palazzo municipale di Guardiagrele, accanto al convento di San Francesco d'Assisi. Anche le scoperte degli scavi successivi degli anni '90 e 2000, dopo essere state esposte nel Museo archeologico nazionale d'Abruzzo a Chieti, sono state allestite definitivamente a Guardiagrele 
La sala espositiva è divenuta l'attuale Museo archeologico "Don Filippo Ferrari".

## Monumenti di Comino
Il centro storico, composto da Comino e Raselli, è attraversato da una strada centrale, le case sono addossate le une alle altre, classiche plagiare pastorali e case  di ex mezzadri.
- Chiesa parrocchiale di San Giuseppe Artigiano:  si trova a Comino Bassa, decentrata rispetto all'abitato superiore, andando per la strada di contrada Raselli; è stata costruita negli anni '60, ha pianta rettangolare a navata unica, con vetrate sulla facciata e i lati. Il materiale è in cemento. Il campanile è una torre composta da quattro pilastri di cemento e cella campanaria. Si tratta dell'unica chiesa di Comino, dato che le precedenti chiese di Santa Maria del Monte e San Clemente in Badia da secoli erano andate in rovina per incuria e terremoti.

Rudere di San Clemente in Badiaantica chiesa del IX secolo, era fuori dal paese, in zona San Clemente. Il Gavini nel suo manuale sull'architettura abruzzese citò il portale pre romanico, unica parte rimanente della chiesa in rovina.
Chiesa di Santa Luciadel XVIII secolo, chiesa a cappella situata in zona Caporosso.

## Strade
La frazione è accessibile per automobile da Guardiagrele, attraversando l'ex Strada statale 363 per Bocca di Valle, svoltando a destra per Comino, dalla zona del cimitero comunale, alle porte di Colle Barone. Comino è accessibile anche dall'uscita omonima della strada statale, giungendo da Chieti, la cui superstrada termina alla rotatoria di Colle Barone.

## Sport
Esiste l'ASD Comino, con un campo da calcio situato nella parte bassa della frazione.